# يو إف سي على فوكس: دياز ضد ميلر
يو إف سي على فوكس: دياز ضد ميلر (بالإنجليزية: UFC on Fox: Diaz vs. Miller)‏ هو حدث لفنون القتال المختلطة نظمته يو إف سي، أُقيم في 5 مايو 2012، على ميدولاندز أرينا في شرق راذرفورد، نيوجيرسي، الولايات المتحدة.